# 草垣 (海防艦)
草垣（くさがき）は、日本海軍の海防艦。艦名は鹿児島県の草垣郡島にちなむ。

## 概要
草垣（くさがき）は、日本海軍が太平洋戦争で運用した海防艦で、御蔵型海防艦の8番艦。日本鋼管鶴見造船所で建造され、1944年（昭和19年）5月31日に竣工した。
呉防備戦隊で訓練をおこなったあと、7月1日付で第一海上護衛隊に編入された。北九州門司からフィリピンに向かう船団の護衛が、草垣の初任務であった。7月下旬、ヒ68船団を護衛してマニラを出発し、台湾高雄市で分離した。
同時期に敵潜水艦掃蕩隊が新編されると、海防艦2隻（草垣、松輪）は第三掃蕩小隊に所属した。
その後、草垣と松輪はミ13船団の護衛に加わる（門司発、高雄経由、ミリ行き）。
同船団を護衛中の8月7日、草垣は、マニラ西方で、アメリカ軍潜水艦ギターロの魚雷攻撃により沈没した。

## 艦歴

### 竣工まで
マル急計画の海防艦甲型、第310号艦型の25番艦、仮称艦名第334号艦として計画。1942年2月14日、海防艦乙型の基本計画（基本計画番号E20）が決定したため、それに従って建造されることとなった。当初は第322号艦型となっていたが、後に予定を繰り上げて第320号艦を第1艦とした第320号艦型に改められた。
1943年（昭和18年）9月7日、日本鋼管鶴見造船所で起工。 同年10月1日、草垣と命名される。同日附で命名された各艦は艦艇類別等級に登録され、草垣は御蔵型海防艦に類別された。
1944年（昭和19年）1月22日、草垣は進水した。3月1日、第六五三海軍航空隊通信長の尾崎隆少佐は、草垣艤装員長に任命される。
3月15日、鶴見造船所に設置された草垣艤装員事務所は、事務を開始する。
5月31日、草垣は竣工した。尾崎少佐は草垣海防艦長となった。同日附で、艤装員事務所を撤去する。
本籍を舞鶴鎮守府と定められる。3隻（草垣、第二十六号海防艦、第二十八号海防艦）は警備海防艦に指定された。各艦は呉防備戦隊に編入される。

### 竣工後
1944年（昭和19年）5月31日の竣工後、草垣は呉鎮守府麾下の呉防備戦隊に所属し、対潜訓練に従事した。6月5日、占守型海防艦と御蔵型海防艦の類別が変更され、草垣のまえに御蔵型海防艦として日振と大東が追加された。
7月1日、草垣は呉防備戦隊から除かれる。海上護衛総司令部隷下の第一海上護衛隊に編入された。当時の草垣乗員数は、合計170名であった。
7月6日、モマ02船団の加入船舶15隻を、草垣、第一号海防艦、第二十二号海防艦、第34号掃海艇、駆逐艦初霜で護衛し、北九州門司を出撃した。7月13日、モマ02船団部隊は台湾高雄市に到着した。
7月14日、タマ21C船団の加入船舶20隻（一部資料では21隻）を、草垣ふくめ護衛艦艇7隻（一部資料では8隻）で護衛し、フィリピンにむけて高雄市を出発した。この船団部隊を、アメリカ軍潜水艦4隻（ピラーニャ、ガードフィッシュ、スレッシャー、アポゴン）から成るウルフパックが襲撃した。
しあとる丸、西寧丸、祥山丸、仁山丸、満泰丸、日山丸が沈没する。救難のため、マニラより駆逐艦春風と海防艦御蔵が出撃し、タマ21C船団部隊に合流した。
19日、タマ21C船団部隊はルソン島のマニラに到着した。
7月20日、内地からシンガポールに向かうヒ69船団部隊と、シンガポールから内地へ戻るヒ68船団部隊が、同日中にマニラに到着した。
2つの船団部隊の編成替がおこなわれ、空母2隻（大鷹、海鷹）などがヒ69船団から除かれる。草垣はヒ68船団部隊に編入される。
7月23日、第八護衛船団司令部（司令官佐藤勉少将、旗艦「平戸」）が率いるヒ68船団部隊（護衛隊〈平戸、倉橋、草垣、御蔵、第十一号海防艦、第二十号海防艦、水雷艇鵯〉、空母大鷹を含む加入船舶14隻）はマニラを出発した。
26日、アメリカ軍潜水艦3隻（アングラー、フラッシャー、クレヴァル）のウルフパックは、ヒ68船団部隊を襲撃する。
東山丸、
安芸丸、
大鳥山丸が沈没。特設運送艦聖川丸が損傷した。草垣は東山丸の、御蔵は聖川丸の、監視もしくは護衛を命じられた。
27日、ヒ68船団部隊は台湾高雄に寄港した。ここで草垣はヒ68船団部隊から除かれた。
この頃、ルソン海峡の敵潜水艦撃滅をめざして「敵潜水艦掃蕩隊」が編成され、尾崎少佐（草垣艦長）は第三掃蕩小隊（草垣、松輪）を指揮することになった。
8月4日、ミ13船団部隊（7月24日門司発。護衛艦艇〈草垣、松輪、屋代、朝風、第38号哨戒艇、第18号掃海艇など〉、加入船舶約20隻）はボルネオ島西部のミリをめざして高雄市を出発した。8月7日朝、ミ13船団部隊に対し北緯16度27分 東経117度18分 / 北緯16.450度 東経117.300度地点で敵潜水艦の襲撃があり、護衛艦艇は対潜掃蕩をおこなう。すると、今度はアメリカ軍潜水艦ギターロがミ13船団部隊を襲ってきた。
同日22時05分、ギターロの雷撃により、草垣に魚雷複数本が命中。北緯14度50分 東経119度57.5分 / 北緯14.833度 東経119.9583度地点で沈没した。戦死者97名。
第三掃蕩小隊は佐渡艦長指揮下の海防艦4隻（択捉、松輪、佐渡、日振）で再編された。
草垣と日振は10月10日をもって、御蔵型海防艦、
帝国海防艦籍のそれぞれから除籍された。
草垣海防艦長の尾崎少佐は横須賀鎮守府付となった後、9月25日付で敷設艦八重山艦長を命じられたが、同艦は9月24日に空襲で沈没したため、第三南遣艦隊司令部付となった。その後、尾崎少佐は10月10日付で敷設艦初鷹艦長となった。

## 艦長
艤装員長
1. 尾崎隆 少佐：1944年3月1日[17] - 1944年5月31日[20]

海防艦長/艦長
1. 尾崎隆 少佐：1944年5月31日[20] - 1944年8月15日[71]

### 注
1. ↑  これは第310号艦型の価格であり、基本計画番号E20としての価格ではない。
2. ↑  この数字は法令上の定員数であり、特修兵、その他臨時増置された人員を含まない。
3. ↑  マル急計画の当初計画での番数。
4. ↑  第21駆逐隊所属3隻のうち若葉と初春は横須賀鎮守府司令長官の指揮下で小笠原方面作戦に従事、初霜は第一海上護衛隊司令官の作戦指揮下にあった[30]。8月5日、第21駆逐隊は第一水雷戦隊に編入されたが、引き続き船団護衛任務に従事した[30]。
5. ↑  第1号海防艦、22号、草垣、第34号掃海艇、前島、円島、第61号駆潜艇。
6. ↑  ヒ69船団部隊の指揮官は第五護衛船団司令官吉冨説三少将で、空母神鷹[36]および練習巡洋艦香椎（船団部隊旗艦）[37]、海防艦佐渡、千振、第七号海防艦、第十七号海防艦〈潜水艦雷撃で小破、高雄回航〉[38]、加入船舶14隻。空母大鷹と海鷹は第一航空艦隊向けの航空機を満載しており[39]、加入船舶として扱われる[40]。
7. ↑  ヒ68船団を護衛していた海防艦倉橋は、アメリカ軍潜水艦フラッシャーに撃沈された軽巡洋艦大井（駆逐艦敷波と共にマニラ発、シンガポール行き）[43]救難のため、一時的に分離していた[34][44]。
8. ↑  ヒ69船団部隊は第十三号海防艦と第十九号海防艦を加え[46]、7月25日にマニラを出発した[47]。7月31日、シンガポールに到着した[48]。
9. ↑  ヒ68船舶の内訳[51]。摩耶山丸、大鳥山丸、第二日南丸、辰馬丸、日昌丸、東山丸、香椎丸、安芸丸、東邦丸、厳島丸、東亜丸、神鳳丸、聖川丸、大鷹。他に玉津丸。
10. ↑  ヒ68船団部隊は8月初旬に六連に戻った[59]。
11. ↑  アメリカ軍潜水艦レイトンはミ13船団部隊に対し魚雷6本を発射したが、命中しなかった。
12. ↑  ギターロは1944年（昭和19年）6月2日に[61]、ヒ65船団を護衛していた御蔵型海防艦3番艦の淡路を撃沈している[62]。
13. ↑  8月16日付で再編された第三掃蕩小隊はヒ71船団を護衛中に択捉をのぞいて壊滅し[66]、8月24日付で解隊された[12]。
14. ↑  海防艦日振は日振型海防艦に分類されることもあるが[67]、日本海軍の法令上は御蔵型に類別されている[26]。日振はヒ71船団を護衛中の8月22日[59]、マニラ湾においてアメリカ軍潜水艦ハーダーに撃沈された[68]。